# Großer Beerberg

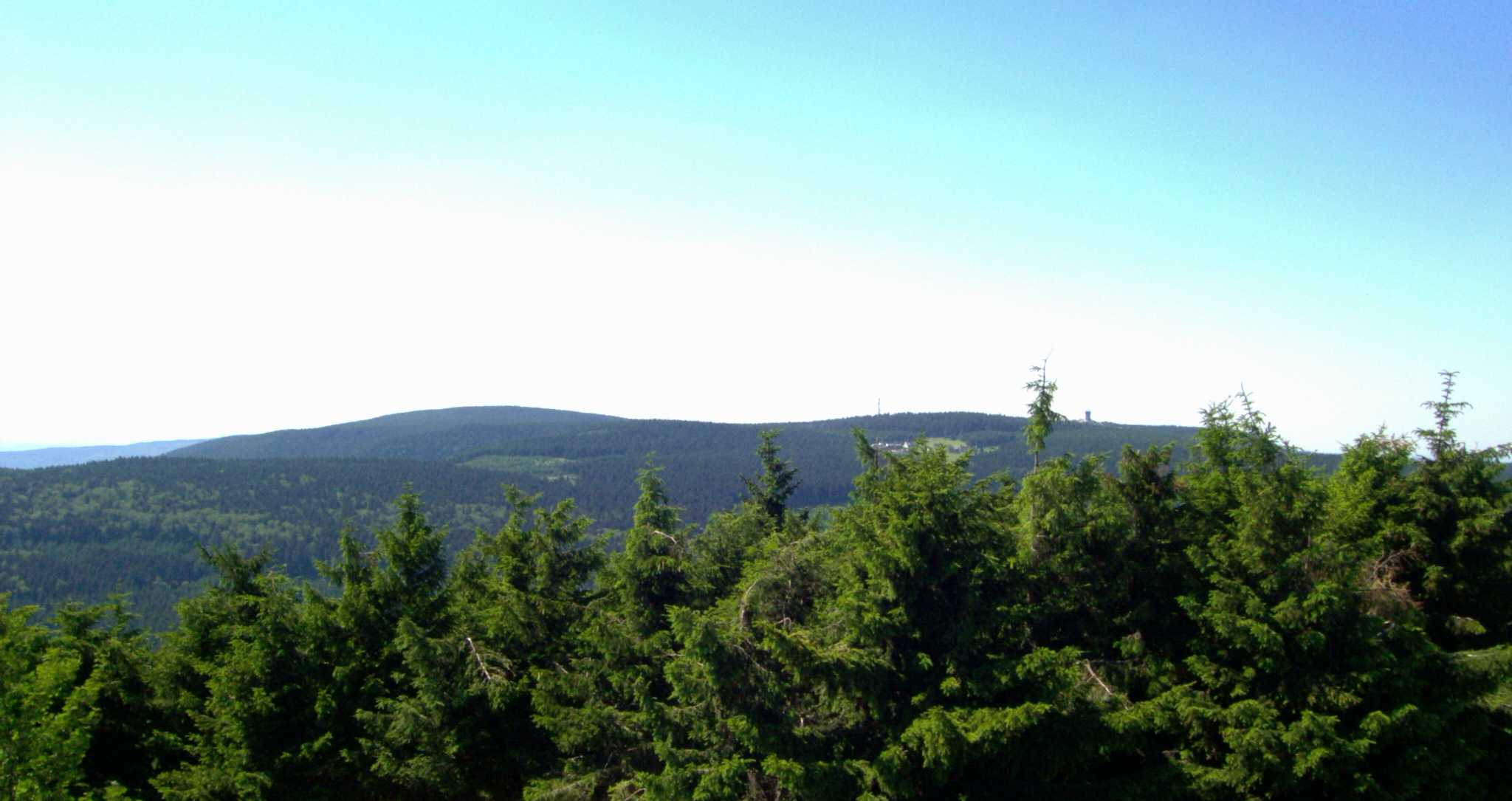
Die drei höchsten Berge des Thüringer Waldes: Blick vom Großen Finsterberg (dritthöchster Berg,) zum Großen Beerberg (höchster, links,) und Schneekopf (zweithöchster, rechts, mit Turm,); links des Schneekopfes sein Nebengipfel Teufelskreise, darunter die Ansiedlung Schmücke

Der Große Beerberg ist mit 982,9 m ü. NHN die höchste Erhebung des Thüringer Waldes und Thüringens. Er befindet sich zwischen den drei Suhler Ortsteilen Heidersbach, Goldlauter und Gehlberg. Der Berg besteht aus Rotliegend der Oberhof-Formation, vor etwa 280 bis 295 Millionen Jahren vulkanisch entstandenem Rhyolith (Quarzporphyr), der nach Hebung als Härtling aus den umgebenden Sedimenten herauspräpariert wurde.

## Geographie

### Lage
Der Große Beerberg erhebt sich im Rahmen seiner Gipfelregion und seiner Südostflanke direkt außerhalb des Naturparks Thüringer Wald. Sein Gipfel liegt 3,8 km westsüdwestlich von Gehlberg, auf dessen Gemarkung, 2,6 km nordnordöstlich von Heidersbach und 3 km nördlich von Goldlauter, alles Ortsteile der kreisfreien Stadt Suhl, sowie 5,5 km östlich der Stadt Zella-Mehlis. Wegen seiner teilweisen Lage im damaligen preußischen Landkreis Schleusingen gehörte der Berg bis 1945 nicht vollständig zum Freistaat Thüringen. Damit mag zusammenhängen, dass sein Status als höchster Berg Thüringens sich noch nicht überall herumgesprochen hat.

### Nebengipfel
Zwischen dem Gipfel des Großen Beerbergs und dem des östlich benachbarten, 978 m hohen Schneekopfes (zweithöchster Berg Thüringens) liegt ein Sattel, den die beiden Gipfel um 60 m überragen. Westlich schließen sich verschiedene Erhebungen an, die zwar als Berge gelten, nach ihrer geringen Dominanz und Prominenz aber größtenteils als Nebengipfel des Großen Beerbergs einzustufen sind:
- Wildekopf – 943,2 m; 1,3 km westnordwestlich
  - Sommerbachskopf, ca. 942 m; 1,3 km nordwestlich
- Unterer Beerberg, 890,5 m; 700 m südwestlich
- Farmenfleck, 890 m; 2,8 km nordwestlich
- Spitzer Berg (auch: Spitziger Berg), 881,5 m; 3,4 km nordwestlich; bereits relativ eigenständiger Berg nahe der Bundesstraße 247 zwischen Oberhof und Zella-Mehlis

### Fließgewässer
Auf dem Übergangsbereich des Großen Beerberges zum östlichen Nebengipfel Teufelskreise liegt die Quelle des vom auf seiner Nordflanke entspringenden Steinbach gespeisten Schmücker Grabens (Langer Bach), des längsten Quellbachs der Wilden Gera. Südöstlich des Berges entspringt auf der Südwestflanke dieses Nebengipfels die Goldlauter (Goldene Lauter), der Oberlauf der Lauter, und auf der Bergsüdflanke deren Zufluss Dürre Lauter. Auf der Süd- und Westflanke des Berges entspringen zwei Quellbäche des Steinfelder Wassers, das den auf der Nordwestflanke seines Nebengipfels Wildekopf quellenden Lauter-Zufluss Mühlwasser speist. Auf der Nordnordwestflanke des Berges liegt die Quelle der Lichtenau (Floßgraben, Lübenbach).

## Geologie
Der Große Beerberg wird aufgebaut aus Rhyolith (früher Quarzporphyr genannt), einem kieselsäurereichen Vulkanit. Der dort anstehende „jüngere Porphyr“ wird in die Oberhof-Formation (früher Oberhof-Schichten), eine Schichtenfolge des unteren Rotliegend gestellt (zum größeren geologischen Rahmen siehe Geologie des Thüringer Waldes). Er entstand somit im Erdzeitalter des Perm. Die Rhyolithe sind meist rötlich bis violett gefärbte, massige oder plattig spaltende Gesteine, in deren feinkörnige Grundmasse abgerundete millimeterkleine Quarz- und Feldspat-Kristalle relativ spärlich eingesprengt sind (porphyrisches Gefüge). Östlich des Großen Beerbergs stehen auch Rhyolith-Tuffsteine an, also aus Pyroklasten statt aus größeren Lavamassen gebildete Gesteine. Die Rhyolithe werden gedeutet entweder als Staukuppen oder Quellkuppen, also als Lavadom, möglicherweise unterhalb der damaligen Oberfläche gebildete Intrusivkörper, oder alternativ als in eine grabenartige Struktur eingedrungene Ablagerungen, ohne dass die genaue Lage der zugehörigen Vulkane bekannt wäre. Die Region bildete damals eine langgestreckte Senke, eine Bruch- und Dehnungszone, deren tektonische Aktivität vermutlich ursächlich für den Vulkanismus war. Die in die Vulkanite eingelagerten, geringmächtigen Sedimentlagen (nicht am Großen Beerberg) deuten auf Ablagerungen von Flüssen oder Seen hin.
Die gesamte Gesteinsmasse wurde später im Tertiär mit dem Thüringer Wald als horstartige Scholle wieder zum Mittelgebirge emporgehoben (Saxonische Bruchschollentektonik). Die heutigen Erhebungen wie der Große Beerberg bestehen also aus vulkanisch entstandenem Gestein, ihre Gestalt hat aber nichts mit dem fast 300 Millionen Jahre zurückliegenden Vulkanismus zu tun.
Der Vulkanismus, der die Gesteine des Großen Beerbergs hervorbrachte, ist Bestandteil einer ausgedehnten vulkanischen Zone mit ähnlichen Gesteinen, die in Deutschland neben dem Thüringer Wald auch im Südwesten im Saar-Nahe-Becken anstehen. Es handelt sich um Becken, die nach dem Ende der Variszischen Gebirgsbildung entstanden, als sich die Verhältnisse von Kompression mit Auffaltung  zur Dehnung der kontinentalen Kruste veränderten. Insgesamt lässt sich diese Zone durch ganz Europa, von Nordafrika bis Skandinavien, verfolgen. Im Thüringer-Wald-Becken erreichen die vulkanitführenden Schichten Dicken von etwa 2 Kilometern. Neuere Untersuchungen mittels Uran-Blei-Datierung ergaben ein Alter von Vulkaniten der Oberhof-Formation (nicht vom Großen Beerberg selbst) von 296 bzw. 295 Millionen Jahren, das ist etwas älter als vorher stratigraphisch erschlossen.

## Schutzgebiete
Auf der Gipfelregion des Großen Beerberges befindet sich eines der wenigen erhaltenen Hochmoore (Hochmoor) des Thüringer Waldes. Das Beerbergmoor ist etwas über 3 Hektar groß, mit Torfmächtigkeiten bis zu 4 Meter am Unterhang. Die Torfbildung setzte vor etwa 4500 Jahren in einer flachen Hangmulde ein. Das Moorwachstum kam nach Aufforstungen mit Fichte in der Nachkriegszeit zum Stillstand, nach Entfichtung als Naturschutzmaßnahme hat es sich erholt, ist aber weiterhin vor allem durch Besucherdruck gefährdet. Das Moor ist als Teil des Biosphärenreservats Vessertal-Thüringer Wald geschützt und als Naturschutzgebiet Beerbergmoor (Zone I BR Vessertal-Thüringer Wald) (CDDA-Nr. 9357; seit 1939; 34,2 ha groß) ausgewiesen. Den höchsten Punkt des Berges zu betreten ist nicht erlaubt.
Auf dem gesamten Berg befinden sich Teile des Landschaftsschutzgebiets Thüringer Wald (CDDA-Nr. 20896; 1963; 1443,43 km²). Bis auf die Gipfelregion reichen Teile des Fauna-Flora-Habitat-Gebiets Schneekopf–Schmücker Graben–Großer Beerberg (FFH-Nr. 5330-301; 11,06 km²) und bis auf die unteren Teile der Bergsüdflanke solche des FFH-Gebiets Thüringer Wald östlich Suhl mit Vessertal (FFH-Nr. 5330-306; 37,29 km²). Auf dem Berg befinden sich Teile des Vogelschutzgebiets Mittlerer Thüringer Wald (VSG-Nr. 5430-401; 183,72 km²).

## Aussichtsturm und -plattform
Bis Ende der 1980er Jahre befand sich auf dem Berg ein inzwischen abgerissener Aussichtsturm. Später wurde knapp unterhalb des Gipfels an Plänckners Aussicht eine kleine Plattform neu errichtet, von der aus sich ein Ausblick nach Süden und Südwesten bietet. Dort vorbei verläuft im Abschnitt zwischen Oberhof und Schmücke der Rennsteig.

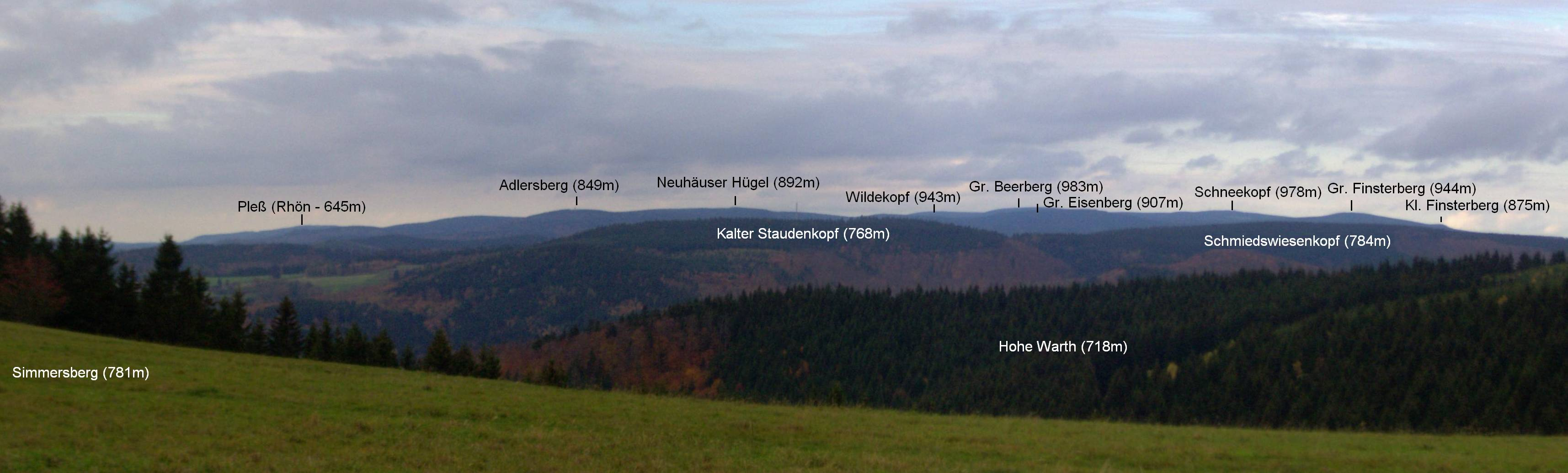
Blick vom Simmersberg auf die höchsten Berge des Thüringer Waldes: Adlersberg mit Neuhäuser Hügel, Großer Beerberg (teils verdeckt,), Wildekopf, Großer Eisenberg, Schneekopf, Großer und Kleiner Finsterberg (Finsterberger Köpfchen;); im Vordergrund Kalter Staudenkopf und Schmiedswiesenkopf, das Große Riesenhaupt bei Frauenwald und der Große Hundskopf bei Allzunah schließen sich rechts an, sowie der Nebengipfel Hohe Warth; links im Hintergrund der 52 km entfernte Pleß in der Vorderen Rhön